# Custos de transporte
Os custos de transporte são todas as despesas realizadas na movimentação de determinado produto desde a origem até ao destino final. Estes custos são considerados uns dos maiores custos logísticos tendo grande relevância no preço final do produto. No transporte de materiais muito densos e com baixo valor por peso, por exemplo areias carvão, os custos de transporte são reduzidos , ao contrário dos produtos de alto valor por peso, por exemplo uma peça de joalharia em que os custos de transporte podem ser mais elevados. Vários fatores influenciam os custos de transporte, podendo estar relacionados com o produto, por exemplo a densidade do produto e a facilidade do seu manuseamento; ou  estar relacionados com o mercado, como por exemplo a localização do mercado de destino do produto (Arantes, 2005).
Estão entre os principais custos de transporte os preços dos combustíveis as taxas de aeroporto,as taxas portuárias as portagens, e ainda todas as despesas relacionadas com o veículo onde se efetua o transporte, seja o seguro a manutenção os impostos entre outros (Victoria, 2009).

## Fatores associados aos custos de transporte
Os fatores que podem influenciar os custos de transporte podem ser classificados em dois grupos: fatores associados ao produto e fatores associados a determinadas características do mercado (Arantes, 2005).
Fatores relacionados com o produto
- Densidade do produto, ou seja a relação entre o peso e o volume do produto. normalmente quanto menos densos mais dispendioso é o seu transporte;
- Embalagem e armazenagem para transporte;
- Facilidade de manuseamento, isto é, se o produto for homogéneo ou as suas formas permitam usar os equipamentos mais simples, é mais barato o seu manuseamento;
- Responsabilidade legal.

Fatores relacionados com o mercado
- Grau de competição no mesmo meio ou meios alternativos de transporte;
- Localização dos mercados, o que determina a distância que as mercadorias têm de percorrer;
- Natureza e extensão da regulamentação governamental das transportadoras;
- Equilíbrio do tráfego de mercadorias para dentro e para fora do mercado;
- Movimentações só em determinadas épocas do ano;
- Movimentações do produto no mercado interno ou externo

## Elementos dos custos de transporte na distribuição
São vários os elementos que constituem os custos de transporte na distribuição, sendo que os elementos que estão relacionados com o motorista representam cerca de 50% do total dos custos de transporte, daí  que a redução de frota (Figura 1) seja, hoje em dia, uma medida eficaz na redução de custos de transporte. Outros elementos que também entram nas «contas» dos custos de transporte na distribuição são, o combustível, a manutenção e a depreciação, entre outros  (Walker, 1990, p. 48).

## O preço do petróleo e os custos de transporte

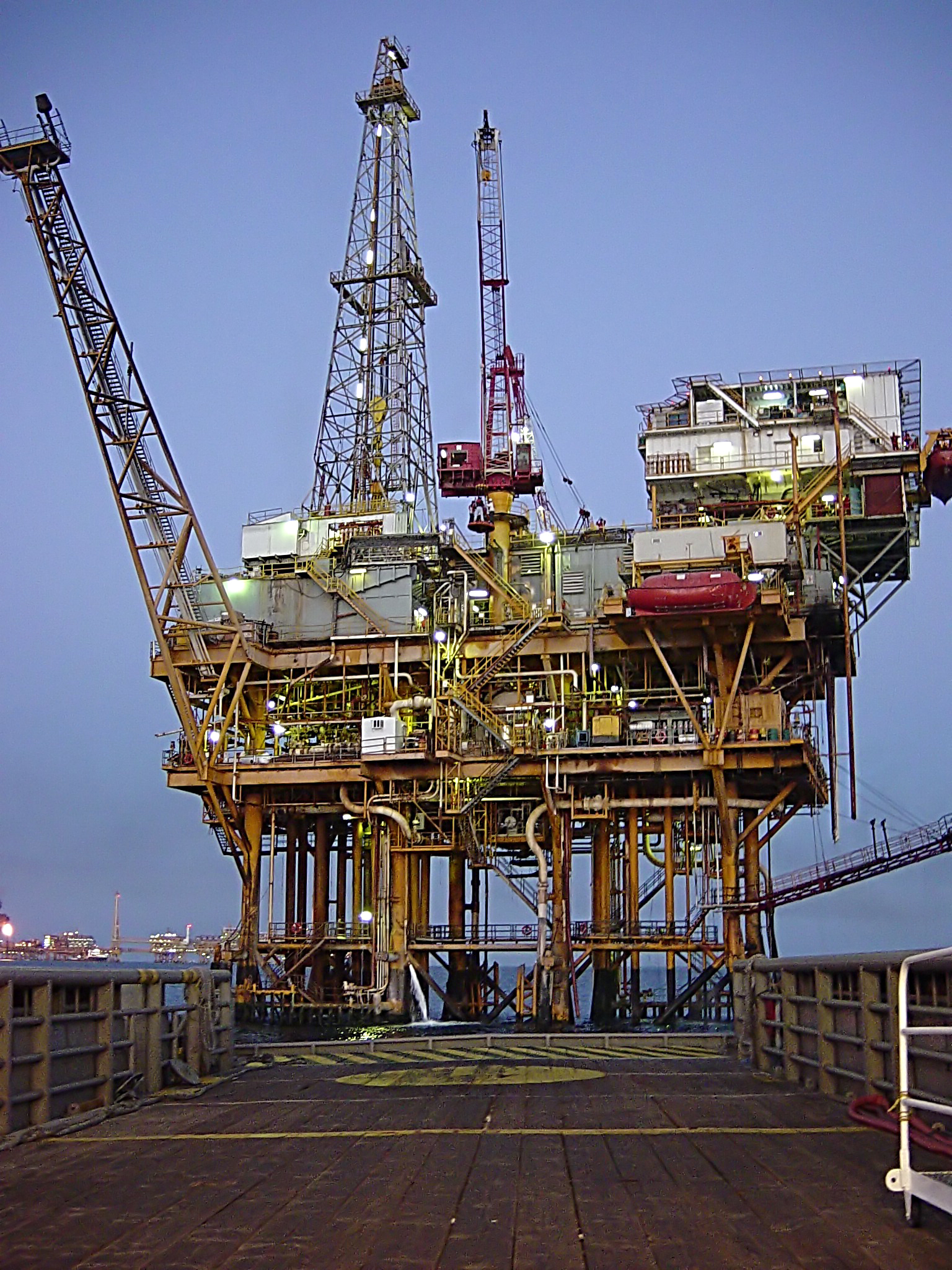
Figura 2. Plataforma marítima de extração do petróleo.

A variação dos preços do petróleo nos mercados internacionais influencia de forma decisiva os custos de transporte, pois em praticamente todos os meios de transporte , o combustível gasto nesse transporte tem um preço diretamente ligado ao preço do barril de crude (Figura 2).
No mês de Junho de 2008 o barril de crude alcançou um máximo histórico fixando-se nos 138,12 US dólares em Londres e nos Estados Unidos da América onde o barril de petróleo chegou aos 138,52 dólares, sendo a razão apontada para esta subida durante o mês de junho de 2008, a tensão que se vivia no médio oriente, principalmente entre o Irã e Israel (Vieira, 2008).
Estes preços que se verificaram durante grande parte do ano de 2008 levaram a uma grande crise em todas as empresas relacionadas com logística e transportes, em Portugal muitas delas  paralisaram as suas frotas, chegando mesmo a esgotar-se os combustíveis em muitos postos de abastecimento, e também algumas mercadorias a nível de supermercados e grandes superfícies (RTP, 2008).
O preço do petróleo, e por consequência o preço dos combustíveis, é muito variável e condicionado por vários fatores externos a nível mundial sobretudo nos países pertencentes à OPEP. Logo o custo de transporte de uma determinada mercadoria pode variar bastante conforme os preços de combustível praticados.
Pode-se ver na tabela 1 a variação dos preço do gasóleo rodoviário em 2008 e 2009, ou seja, o combustível mais vulgarmente utilizado pelas empresas (Maisgasolina, 2009).
Dando um exemplo de um transporte de 2000 km em que o caminhão tenha um consumo de 30 litros por cada 100 km o transportador gastou mais 282 Eur em combustível  em Junho de 2008 do que gastou em Maio de 2009 para o mesmo transporte.
- Tabela 1. Os preços do gasóleo em 2008 e 2009

| Mês              | Janeiro de 2008 | Março de 2008   | Junho de 2008   | Setembro de 2008 | Dezembro de 2008 | Janeiro 2009    | Março de 2009   |
| Preço do gásoleo | 1.205 Eur/litro | 1.205 Eur/litro | 1.405 Eur/litro | 1.308 Eur/litro  | 1.070 Eur/litro  | 0.939 Eur/litro | 0.923 Eur/litro |

## Portagens

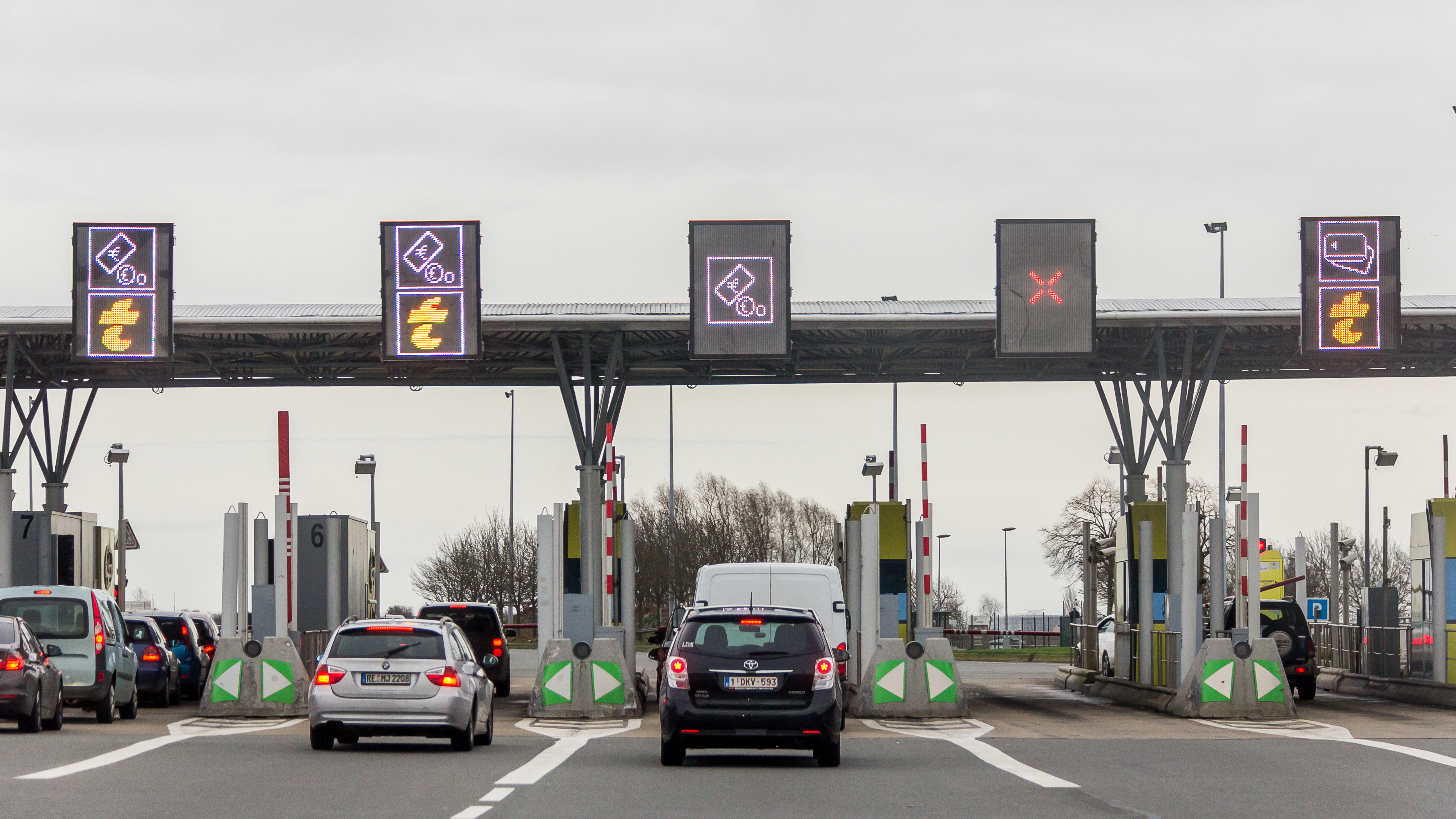
Figura 3. Uma praça de portagem na Autoestrada A2 próximo da cidade de Hordain, França

Uma portagem é o valor que tem de ser pago por utilizar uma Autoestrada, uma ponte ou mesmo para entrar numa cidade,sendo este pagamento efectuado ao passar em uma praça de portagem como a representada na figura 3, logo as portagens são um elemento importante nos custos de transporte.
Em Portugal existem diferentes tipos de classes de veículos nas portagens, ou seja o valor de portagem a pagar depende do tipo de veículo em que se está a circular como se pode consultar na tabela 2. A divisão dos veículos pelas diferentes classes baseiam-se em 2 critérios: Altura do veículo medida à vertical do primeiro eixo e o número total de eixos do veículo.
A divisão de veículos para efeitos de pagamentos de portagem está legislada na Base XIV do Decreto de lei 294/97 de 24 de Outubro (Brisa, 2009).
- Tabela 2. Diferentes classes de veículos para efeitos de pagamento de portagens.

| Classe | Características                                                                                                 |
| 1      | Motociclos e veículos com uma altura, medida à vertical do primeiro eixo, inferior a 1,1 m, com ou sem reboque. |
| 2      | Veículos com dois eixos e uma altura, medida à vertical do primeiro eixo, igual ou superior a 1,1m.             |
| 3      | Veículos com três eixos e uma altura, medida à vertical do primeiro eixo, igual ou superior a 1,1m.             |
| 4      | Veículos com mais de três eixos e uma altura, medida à vertical do primeiro eixo, igual ou superior a 1,1m.     |

A grande maioria das portagens em vigor em Portugal são cobradas nas Autoestradas sendo a Brisa a maior concessionária a operar neste País. Pode-se ver na tabela 3 as autoestradas sujeitas a pagamento de portagem em Portugal.
Tabela 3. As auto estradas portajadas em Portugal:
| Código | Designação                                  | Concessionária                             |
| A1     | Autoestrada do Norte                        | Brisa - Autostradas de Portugal S.A.       |
| A2     | Autoestrada do Sul                          | Brisa - Autostradas de Portugal S.A.       |
| A3     | Autoestrada do Minho                        | Brisa - Autostradas de Portugal S.A.       |
| A4     | Autoestrada de Trás-os-montes e Alto Douro  | Brisa - Autostradas de Portugal S.A.       |
| A5     | Autoestrada da Costa do Estoril             | Brisa - Autostradas de Portugal S.A.       |
| A6     | Autoestrada do Alentejo                     | Brisa - Autostradas de Portugal S.A.       |
| A7     | Autoestrada do Gerês                        | AENOR - Auto estradas do norte             |
| A8     | Autoestrada do Oeste                        | Autoestradas do Atlântico                  |
| A9     | CREL - Circular Regional Exterior de Lisboa | Brisa - Autostradas de Portugal S.A.       |
| A10    |                                             | Brisa - Autostradas de Portugal S.A.       |
| A11    |                                             | AENOR - Auto estradas do norte             |
| A12    |                                             | Brisa - Autostradas de Portugal S.A.       |
| A13    |                                             | Brisa - Autostradas de Portugal S.A.       |
| A14    | Autoestrada do Baixo Mondego                | Brisa - Autostradas de Portugal S.A.       |
| A15    |                                             | Autoestradas do Atlântico                  |
| A16    |                                             | LUSOLISBOA - Autoestradas da Grande Lisboa |
| A17    |                                             | Brisal- Autoestradas do Litoral S.A.       |
| A32    |                                             | AEDL - Autoestradas do Douro Litoral S.A.  |
| A41    |                                             | AEDL - Autoestradas do Douro Litoral S.A.  |
| A43    |                                             | AEDL - Autoestradas do Douro Litoral S.A.  |

Nem só as autoestradas estão sujeitas a pagamento de portagem, em Lisboa, as duas pontes sobre o rio Tejo, ponte 25 de Abril e ponte Vasco da Gama estão também sujeitas ao pagamento destas tarifas, estando a sua concessão a cargo da empresa Lusoponte - concessionária para a travessia do Tejo S.A.(APAC, [2009?]).

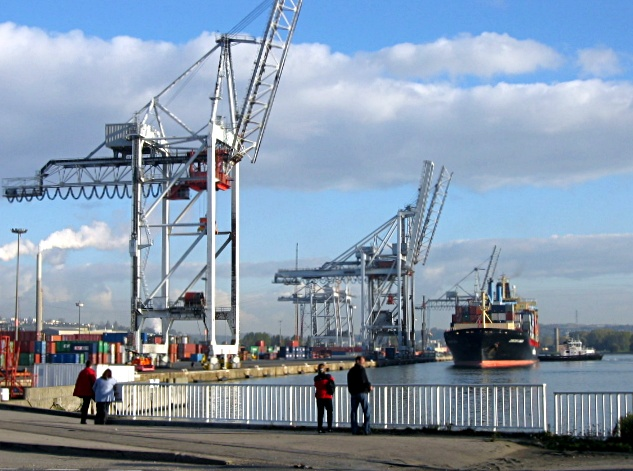
Figura 4. Porto de Havre (Seine-Maritime, França).

## Taxas portuárias
Taxas portuárias é um valor cobrado pela utilização de uma instalação portuária (Figura 4) a qualquer tipo de embarcação. A taxa de uso portuário (TUP) divide-se em duas componentes, a que recai sobre o navio (TUP navio) e a que recai sobre a carga (TUP carga). O valor destas taxas variam de porto para porto  (Transportes, 2009).

## Taxas de aeroporto

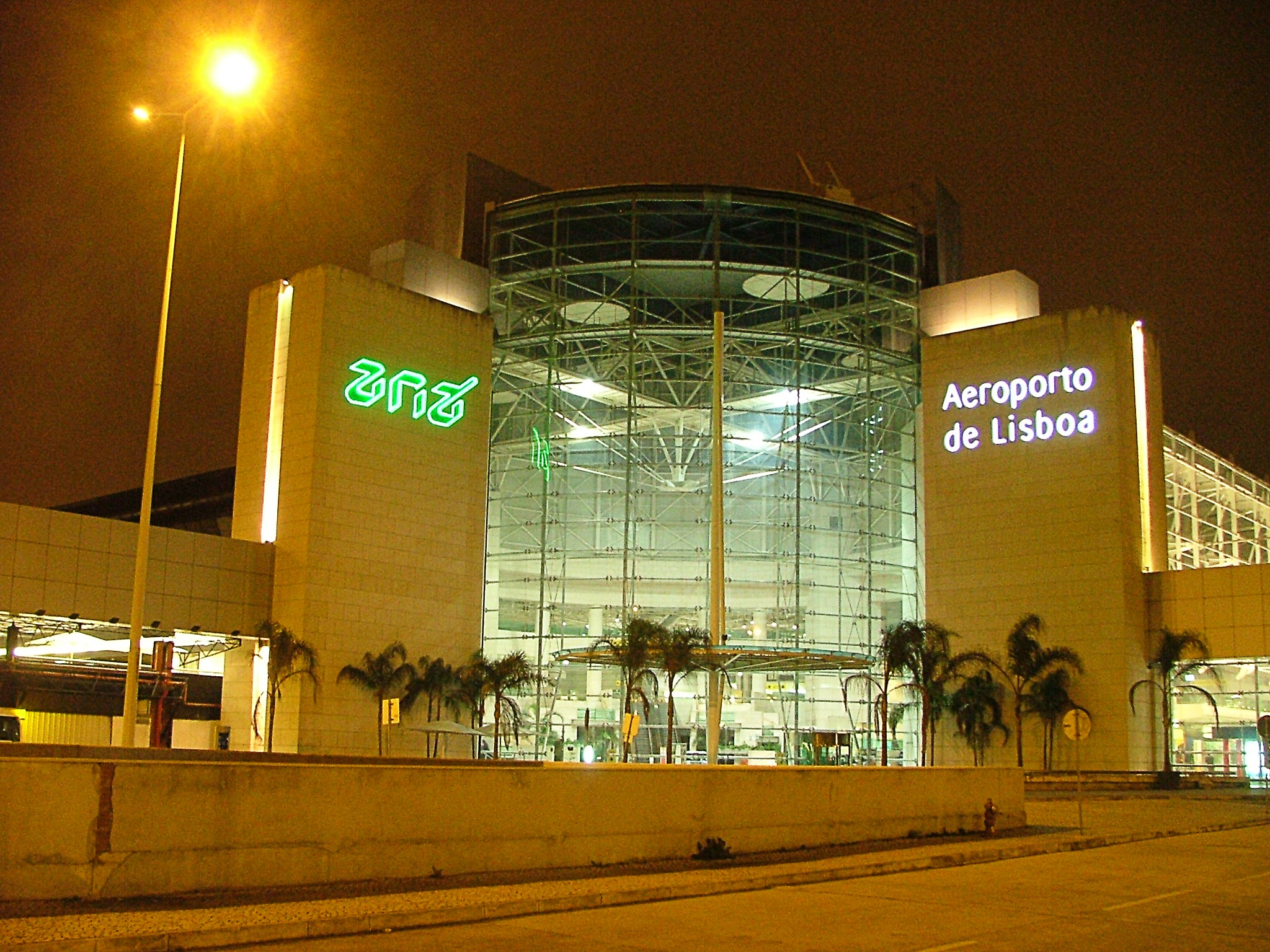
Figura 5. Entrada principal do Aeroporto Internacional de Lisboa.

As taxas de aeroporto representam um custo de transporte inerente a qualquer deslocação por via aérea (figura 5) seja de pessoas ou carga. As taxas de aeroporto estão divididas em diferentes componentes: taxa de aterragem/descolagem, taxa de estacionamento, taxa de abrigo, taxa de serviço a passageiros e ainda taxa de abertura do aeródromo (Portaria n.º 416-A/2006).

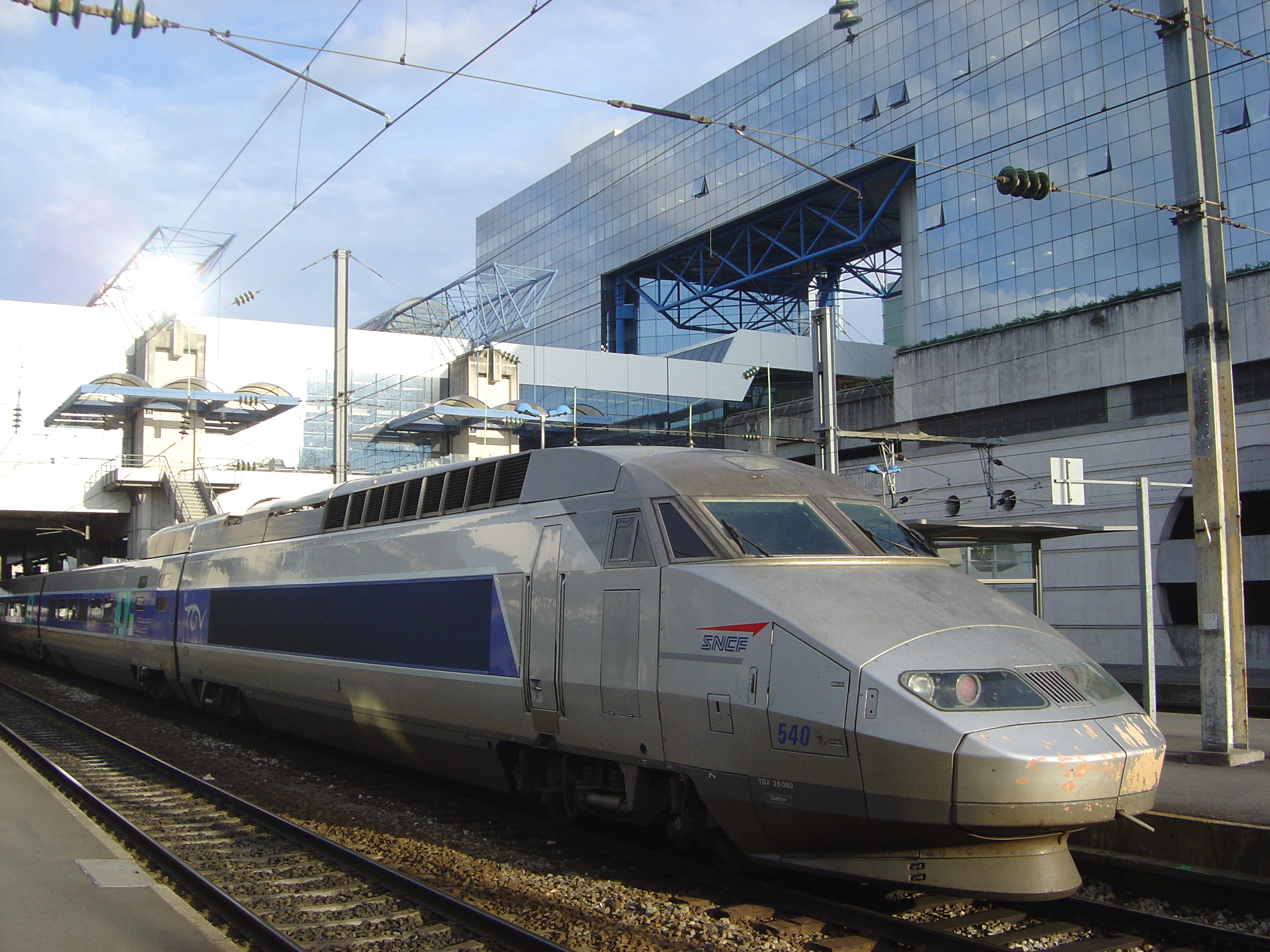
Figura 6. Comboio de alta velocidade TGV.

## Custos do transporte ferroviário
A grande vantagem, em questão de custos de transporte, do ferroviário para o rodoviário prende-se com o preço dos combustíveis, visto os comboios (figura 6), na sua grande maioria serem movidos a eletricidade e não a gasóleo. Mas apesar desta vantagem o transporte ferroviário perde competitividade pois apresenta em outros aspetos custos bem mais elevados, por exemplo em transportes de curta distância torna-se mais dispendioso que o transporte rodoviário (Cerqueira, 2008).

## Custos de transporte individuais

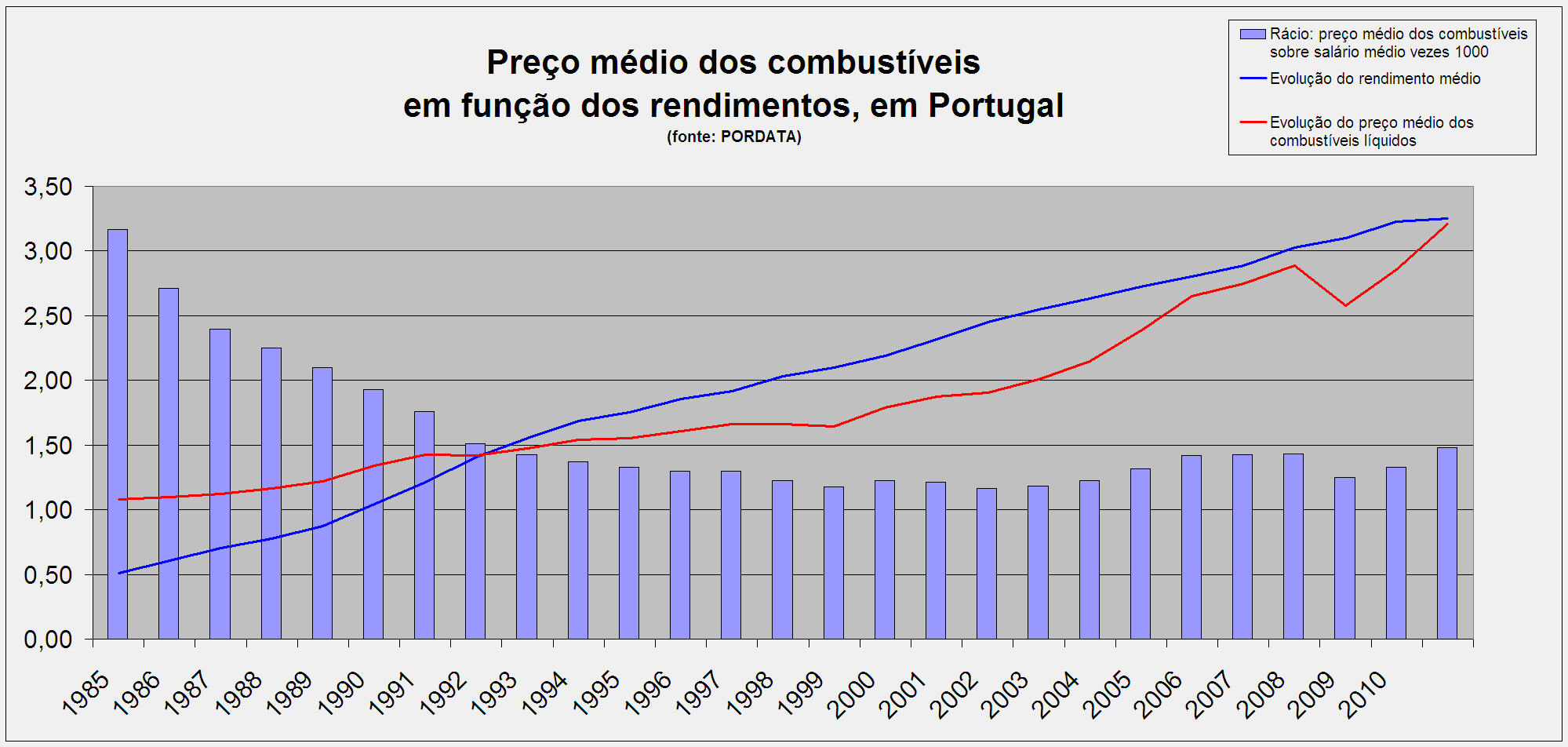
Custo dos combustíveis para as famílias em Portugal

A grande maioria da população tem necessidade de se deslocar, seja para o trabalho, férias ou qualquer outra atividade que queira desempenhar. Estas deslocações têm um custo associado seja qual for o meio de transporte.
O automóvel (Figura 7) privado é o principal meio de transporte individual utilizado pelas pessoas em todo o mundo. Em Portugal cerca de 14% do total de despesas de uma família é com a utilização de veículo automóvel sendo também 14% a percentagem gasta na aquisição desse mesmo veículo, estes números deixam bastante claro a influência que o automóvel privado tem na vida da população, tendo assim um grande peso a nível de custos de transporte individuais (Vieira, 2008).

## Custos de transporte coletivos

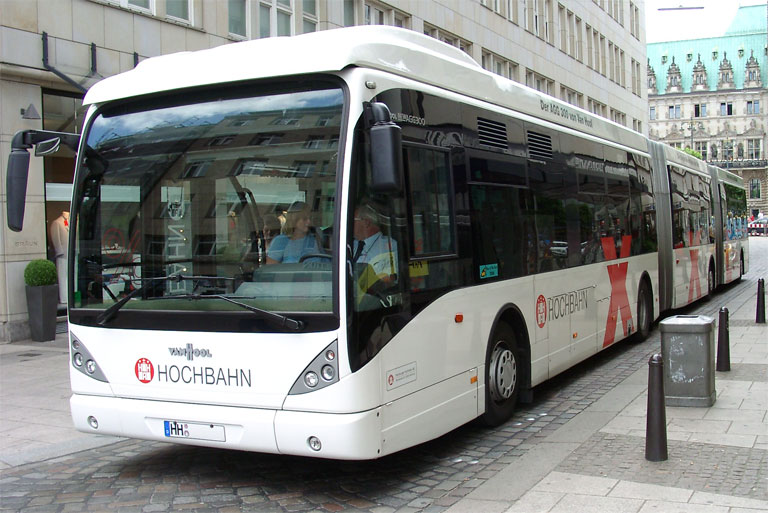
Figura 8. Autocarro de transporte público.

A utilização de transportes coletivos ou públicos (Figura 8) apresenta custos tanto para os utentes que os usam nas suas deslocações, como também para a empresa que disponibiliza esses mesmos transportes, sejam elas públicas ou privadas.
Os custos de transporte suportados pelos utilizadores serão os títulos de transporte, cujos preços podem variar conforme o título. Quanto à empresa que disponibiliza o serviço os custos de transporte por ela suportados são o combustível, a manutenção dos veículos como todas as outras despesas associadas aos mesmos como por exemplo seguro e impostos e ainda todas as despesas com os trabalhadores.
Alguns tipos de títulos de transporte disponíveis em Portugal
- Cartão Lisboa Viva
- Cartão Sete Colinas
- Passes combinados
- Passes intermodais
- Títulos próprios da carris (tarifas de bordo)
- Viva Viagem

Todos os títulos acima apresentados permitem viajar tanto nos transportes da empresa Carris como também no metropolitano e em outros transportes públicos da área da grande Lisboa, (exceto as tarifas de bordo). Outra característica destes títulos de transporte é serem reutilizáveis, contribuindo assim para uma melhoria do meio ambiente gerando menos poluição (Carris, 2009).

## Influência dos custos de transporte no turismo
Os custos de transporte cada vez mais revelam ter um peso fundamental no turismo, de modo geral na escolha do destino de férias, o custo da viagem seja ela via aérea, marítima ou terrestre, tem uma grande importância na decisão final do viajante.
As companhias ditas low cost, vieram revolucionar o sector do turismo pois praticam preços mais baixos que as companhias de aviação tradicionais reduzindo assim estes custos, logo destinos para os quais o viajante possa optar por um voo em uma destas companhias tornam-se mais atraentes pois a poupança na deslocação vai se refletir de modo significativo no custo final da viagem (Turismo, [2009?]).

## Medidas para reduzir os custos de transporte
Existem várias formas para reduzir os custos de transporte, dependendo, da forma como esse transporte for feito, ou seja, por via aérea, terrestre ou marítima.
Por via terrestre, uma das possíveis medidas para reduzir os custos de transporte é a reabilitação das vias rodoviárias, sendo elas a construção de novas vias como autoestradas ou itinerários principais ou ainda realizando obras de reabilitação nas já existentes. No Brasil, um estudo levado a cabo em 2003, indicava que neste país 34% do custo total dos produtos eram custos de transporte, enquanto que nos Estados Unidos da América representavam apenas 18% dos custos totais esta diferença de «peso» nos custos totais, deve-se a uma menor eficiência na distribuição o que leva a um aumento dos custos de transporte. Ficou também provado nesse estudo que se o Brasil melhorasse a sua rede rodoviária, levaria a uma diminuição dos custos transporte e por consequência o custo final do produto, aumentado assim a competitividade do país a nível do comércio internacional (Lourenço, 2003).
A opção entre adquirir uma frota própria ou fazer um contrato de aluguer com outra empresa pode também contribuir para a redução dos custos de transporte, pois de caso para caso a solução mais viável e eficiente pode não ser a mesma (CRUZ, 2008).
Ainda nos transportes rodoviários uma possível media a tomar pelos transportadores para reduzir os seus custos de transporte é a utilização, sempre que possível, de autoestradas não sujeitas a portagem, as SCUT (sem custo para o utilizador) que são autoestradas onde os custos de utilização das mesmas são suportados pelo governo, não representando, assim, qualquer encargo para o utilizador (tabela 4) (MOPTC, 2004).
- Tabela 4. As SCUT existentes em Portugal

| Concesão                   | Concessionário | Extensão (km) | Custo de construção (milhões de euros) |
| Scut Beiras Litoral e Alta | Lusoscut       | 166           | 702                                    |
| Scut Beira Interior        | Scutvias       | 177           | 576                                    |
| Scut Grande Porto          | Lusoscut       | 64            | 545                                    |
| Scut Interior Norte        | Norscut        | 155           | 488                                    |
| Scut Norte Litoral         | Euroscut Norte | 121           | 306                                    |
| Scut Costa de Prata        | Lusoscut       | 102           | 299                                    |
| Scut Algarve               | Euroscut       | 129           | 218                                    |

Uma boa medida para reduzir os custos de transporte é a utilização dos combustíveis renováveis que começam a aparecer em substituição dos combustíveis fósseis tradicionais. Um bom exemplo disso é o biodiesel.
O biodiesel é um combustível renovável derivado de óleos vegetais, como por exemplo, o de girassol, soja e ainda outras oleaginosas ou de gorduras animais. O biodiesel é produzido através de um processo químico onde se retira a glicerina do óleo. Este combustível pode ser usado em todo  o tipo de motores a gasóleo, em inglês diesel, e tem um custo muito inferior ao gasóleo tradicional, factor decisivo para reduzir os custos de transporte. Qualquer empresa que utilize veículos com motor a gasóleo pode optar pelo uso do biodiesel pois terá grandes reduções nos valores gastos em combustível, não terá qualquer despesa com modificações nos veículos pois não é preciso qualquer adaptação para se usar biodiesel e ainda irá contribuir para uma melhor preservação do meio ambiente pois tratando-se de um combustível natural e renovável é menos poluente do que os combustíveis fósseis tradicionais (ABC, 2005).
No transporte aéreo, as medidas que permitem reduzir os custos de transporte prendem-se essencialmente com a localização dos aeroportos. Quanto menor a distância entre a localização inicial do produto a transportar e o aeroporto de partida bem como a distância entre o local de entrega e o aeroporto de chegada permitem uma redução destes custos. Existe ainda outro factor bastante importante no que diz respeito à redução dos custos de transporte a nível do transporte aéreo, que é o aumento do tráfego, pois a acontecer este aumento, a quantidade de produtos a ser transportados é maior, reduzindo estes custos substancialmente (Pinto, 2007).
Uma medida, que a ser tomada pelas entidades governamentais, pode reduzir os custos de transporte é a redução ou «congelamento» das taxas de aeroporto e das taxas portuárias. Um exemplo desta medida aconteceu em Portugal em Abril de 2009 quando o Governo Português decidiu reduzir o valor das taxas portuárias para o valor praticado em 2008. Dando o exemplo desta redução no porto de Leixões um porta contentores pagava de TUP navio 0,1668 euros por unidade de arqueação bruta e a partir de 1 de Abril passou a pagar 0,1626 euros (Transportes, 2009).

## Conflito entre custos de transporte e custos destock
Um dos problemas com que um operador logístico se depara é que todos os custos inerentes a um processo logístico não sejam diretamente proporcionais, ou seja, que à medida que um custo de uma determinada atividade diminui, aumenta o custo de outra, sendo necessário então encontrar um equilíbrio entre ambas atividades. É este o problema que se encontra ao comparar os custos de transporte com os custos de stock, pois se a opção da empresa for manter em stock uma maior quantidade de mercadoria fazendo, mais tarde, a sua distribuição vai permitir a essa empresa diminuir os custos de transporte pois fará a expedição do seu produto em menos trajetos, mas ao mesmo tempo levará a um aumento dos custos de stock visto ter que manter em stock os produtos por mais tempo. Se pelo contrário a opção da empresa for não manter em stock a mercadoria e fazer a sua expedição com mais frequência e por consequência em menor quantidade, levará a um aumento dos custos de transporte e à diminuição dos custos de stock. Em suma a solução para se encontrar a melhor opção a tomar será encontrar um ponto de equilíbrio, isto é, o ponto em que o conjunto destes custos seja mínimo (Goebel, [2009?]).